# 82 a.C.

## Eventos
- Caio Mário e Cneu Papírio Carbão, pela terceira vez, cônsules romanos.
- Sétimo ano da Primeira Guerra Civil da República Romana, entre os optimates de Lúcio Cornélio Sula e os populares, liderados por Cneu Papírio Carbão desde a morte de Cina.
  - Os optimates Pompeu e Quinto Cecílio Metelo Pio derrotam Caio Carrinas na Batalha do rio Ásio (82 a.C.).
  - Sula derrota o cônsul Caio Mário na Batalha de Sacriporto.
  - Pompeu derrota Caio Márcio Censorino na Batalha de Sena Gálica.
  - Carbão consegue deter temporariamente o avanço de Sula na Primeira Batalha de Clúsio.
  - Metelo Pio derrota Caio Norbano Balbo na Batalha de Favência. Num segundo front, Marco Terêncio Varrão Lúculo, por ordem de Metelo Pio, derrota Lúcio Quíncio na Batalha de Fidência.
  - Pompeu derrota Carrinas e Censorino novamente na Segunda Batalha de Clúsio.
  - Finalmente as forças populares são derrotadas na Batalha da Porta Colina e Sula reconquista Roma. Começam as famosas proscrições.
  - Sula torna-se ditador romano vitalício com Lúcio Valério Flaco como seu mestre da cavalaria.
- Segundo e último ano da Segunda Guerra Mitridática contra Mitrídates VI do Ponto.
  - O general romano Lúcio Licínio Murena é decisivamente derrotado na Batalha do Hális. De Roma, Sula envia Aulo Gabínio com ordens de obrigar Murena a firmar um tratado de paz, encerrando a guerra.
- Júlio César recusa divorciar-se de Cornélia Cinila, filha do antigo líder popular Lúcio Cornélio Cina, e torna-se num foragido político; a sua família intervém e consegue o perdão de Sula